# Vinodolia fluviatilis
Vinodolia fluviatilis е вид охлюв от семейство Hydrobiidae. Видът е застрашен от изчезване.

## Разпространение и местообитание
Разпространен е в Хърватия.
Обитава сладководни басейни и реки.